# Norwegische Fußballnationalmannschaft der Frauen/Weltmeisterschaften
Der Artikel beinhaltet eine ausführliche Darstellung der norwegischen Fußballnationalmannschaft der Frauen bei Weltmeisterschaften. Norwegen konnten sich für alle WM-Endrunden der Frauen qualifizieren und belegt in der ewigen Tabelle seit der WM 2023 Platz 4. Die Norwegerinnen wurden als erste europäische Mannschaft Weltmeister der Frauen, konnten danach aber nicht mehr das Finale erreichen.

## Die Nationalmannschaft bei Weltmeisterschaften

### Übersicht
| Jahr | Gastgeberland         | Teilnahme bis …  | Gegner                                  | Ergebnis         | Trainer           | Bemerkungen und Besonderheiten |
| ---- | --------------------- | ---------------- | --------------------------------------- | ---------------- | ----------------- | --- |
| 1991 | Volksrepublik China   | Finale           | USA                                     | Vize-Weltmeister | Even Pellerud     | |
| 1995 | Schweden              | Finale           | Deutschland                             | Weltmeister      | Even Pellerud     | Ann Kristin Aarønes Torschützenkönigin |
| 1999 | USA                   | Spiel um Platz 3 | Brasilien                               | 4.               | Per-Mathias Hagmo | Niederlage im Elfmeterschießen |
| 2003 | USA                   | Viertelfinale    | USA                                     | 7.               | Age Steen         | |
| 2007 | Volksrepublik China   | Spiel um Platz 3 | USA                                     | 4.               | Bjarne Berntsen   | |
| 2011 | Deutschland           | Vorrunde         | Äquatorialguinea, Brasilien, Australien | 10.              | Eli Landsem       | Erstes Aus in der Vorrunde eines Ex-Weltmeisters |
| 2015 | Kanada                | Achtelfinale     | England                                 | 10.              | Even Pellerud     | |
| 2019 | Frankreich            | Viertelfinale    | England                                 | 8.               | Martin Sjögren    | In der Qualifikation traf die Mannschaft auf die Niederlande, Irland, die Slowakei und Nordirland. Durch einen Sieg am letzten Spieltag gegen die Niederlande gelang die direkte Qualifikation. Gegner in Frankreich waren in der Gruppenphase der Gastgeber sowie Nigeria und Südkorea. Achtelfinalsieg im Elfmeterschießen gegen Australien. |
| 2023 | Australien/Neuseeland | Achtelfinale     | Japan                                   | 15.              | Hege Riise        | In der Qualifikation trafen die Norwegerinnen auf Belgien, Polen, Albanien, Kosovo und Armenien. |

### Statistik
(Angaben inkl. 2023: Neun Weltmeisterschaften)
- nicht teilgenommen: nie (0 %)
- ohne Qualifikation qualifiziert (als Gastgeber): nie (0 %)
- qualifiziert: neunmal (100 %)
  - Vorrunde: einmal (11,1 %; 2011)
  - Achtelfinale: einmal (22,2 %; 2011 und 2023)
  - Viertelfinale: zweimal (22,2 %; 2003, 2019)
  - Spiel um Platz 3: zweimal (22,2 %; 1999 und 2007)
  - Vizeweltmeister: einmal (11,1 %; 1991)
  - Weltmeister: einmal (11,1 %; 1995)

## Die Turniere

### WM 1991 in der Volksrepublik China

Aufstellungen im ersten WM-Finale der Frauen

Für die erste WM der Frauen qualifizierten sich die Norwegerinnen als Zweiter der Europameisterschaft 1991. Dafür hatten sie sich zunächst in der EM-Qualifikation mit fünf Siegen und einem Remis ohne Gegentor gegen England, Finnland und Belgien durchgesetzt. Im Viertelfinale gegen Ungarn mussten sie dann beim 2:1-Heimsieg das erste Gegentor hinnehmen, gewannen aber das Auswärtsspiel mit 2:0. Damit waren sie bereits für die WM qualifiziert. Bei der EM-Endrunde wurde Dänemark nach torlosen 100 Minuten – die reguläre Spielzeit betrug damals 2×40 Minuten – im Elfmeterschießen besiegt. Im Finale gegen Deutschland ging es ebenfalls in die Verlängerung, in der die Deutschen mit 3:1 gewannen.
In der Volksrepublik China wurde Norwegen in die Gruppe mit dem Gastgeber, Dänemark und Neuseeland gelost. Im ersten Spiel einer offiziellen Frauen-WM verloren sie mit 0:4 gegen die Chinesinnen. Das zweite Spiel gegen Neuseeland gewannen sie dann mit 4:0. Dabei gelang Linda Medalen nach einem Eigentor von Terry McCahill als erster Norwegerin ein WM-Tor. Im Spiel um Platz 2 der Gruppe wurden dann die Däninnen mit 2:1 besiegt und damit das Viertelfinale erreicht. Aber auch die Däninnen kamen als beste Gruppendritte in die K.-o.-Runde. Gegner im Viertelfinale waren dann die Italienerinnen. Norwegen konnte zweimal in Führung gehen, aber musste immer wieder den Ausgleich hinnehmen und in die Verlängerung. In dieser sicherte Tina Svensson durch einen verwandelten Strafstoß den 3:2-Sieg. Im Halbfinale war der Nachbar Schweden der Gegner und die Norwegerinnen konnten nach 0:1-Rückstand mit einem 4:1 ins Finale einziehen. Finalgegner waren die USA, die zuvor alle Spiele gewonnen hatten und auch im Finale nicht zu bezwingen waren. Zwar konnte Linda Medalen mit ihrem sechsten Tor die Führung der USA ausgleichen, Michelle Akers sicherte aber mit ihrem zweiten Final-Tor den 2:1-Sieg der US-Girls und wurde auch mit insgesamt 10 Toren erste Torschützenkönigin.

### WM 1995 in Schweden
Für die WM im Nachbarland qualifizierten sich die Norwegerinnen als Halbfinalist der Europameisterschaft 1995. In der Qualifikation dazu hatte sich Norwegen mit fünf Siegen und einem Remis gegen Finnland, Ungarn und Tschechien durchgesetzt. Im Viertelfinale setzte sich Norwegen mit zwei Siegen gegen Italien durch und war damit für die WM qualifiziert. Im Halbfinale gewannen sie zwar das Hinspiel gegen Schweden mit 4:3, verloren aber in Schweden mit 1:4.
Bei der WM in Schweden trafen sie im ersten Spiel auf Afrikameister Nigeria und gewannen mit 8:0. Gegen England folgte dann ein 2:0 und gegen WM-Neuling Kanada ein 7:0. Im Viertelfinale gegen Dänemark mussten sie dann beim 3:1 das erste Gegentor hinnehmen. Im Halbfinale kam es dann zur Revanche für das vorherige WM-Finale. Diesmal hatten die Norwegerinnen aber das bessere Ende für sich und gewannen mit 1:0. Damit hatten die USA erstmals ein WM-Spiel verloren. Finalgegner war Europameister Deutschland und bei strömenden Regen sorgten Hege Riise und Marianne Pettersen kurz vor der Halbzeit für die Entscheidung für die Norwegerinnen. Damit war Norwegen zum ersten Mal Weltmeister. Bereits mit dem Einzug ins Viertelfinale hatte sich Norwegen auch für das erste Fußballturnier der Frauen bei den Olympischen Spielen 1996 qualifiziert an dem nur die acht besten Mannschaften der WM teilnehmen konnten.

### WM 1999 in den USA
Anders als bei der WM der Männer, bei der der Titelverteidiger bis 2002 automatisch qualifiziert war, musste sich für die zweite WM der Frauen auch der Titelverteidiger qualifizieren. Für die dritte Weltmeisterschaft setzte die UEFA dann auch erstmals und bis heute einziger Kontinentalverband separate Qualifikationsspiele an. In der Qualifikation traf Norwegen auf den Finalgegner von 1995 sowie die Niederlande und England. Mit vier Siegen, einem Remis und einer Niederlage in Deutschland belegte Norwegen mit einem Punkt Vorsprung vor Deutschland den ersten Platz und qualifizierte sich direkt für die WM. Deutschland, das außer in Norwegen auch bei den Niederländerinnen verloren hatte, qualifizierte sich über die Playoffs der Gruppenzweiten gegen die Ukraine ebenfalls für die WM-Endrunde.
In den USA gewannen die Norwegerinnen ihr Auftaktspiel gegen WM-Neuling Russland mit 2:1. Gegen Kanada folgte dann ein 7:1 und gegen Japan ein 4:0. Im Viertelfinale war dann wieder einmal der Nachbar Schweden der Gegner und Norwegen erreichte mit einem 3:1 zum dritten Mal in Folge das Halbfinale. Dort war China dann überlegen und gewann mit 5:0. Das Spiel um Spiel um Platz 3 gegen Brasilien blieb dann 90 Minuten lang torlos. Aufgrund des anschließenden Finals wurde keine Verlängerung gespielt und sofort ein Elfmeterschießen angesetzt, das Brasilien mit 5:4 gewann. Als Vierter hatte sich Norwegen aber für das Fußballturnier der Frauen bei den Olympischen Spielen 2000 qualifiziert an dem neben Gastgeber Australien nur die sieben besten Mannschaften der WM teilnehmen konnten. Dort gewann Norwegen dann die olympische Goldmedaille und wurde nach den USA die zweite Mannschaft, die sowohl Kontinentalmeister, Weltmeister und Olympiasieger wurde.

### WM 2003 in den USA
Eigentlich sollte die WM 2003 wieder in der Volksrepublik China stattfinden. Wegen der SARS-Epidemie wurde das Turnier kurzfristig in die USA verlegt. Damit fand die Weltmeisterschaft zum zweiten Mal in den USA statt. In der Qualifikation traf Norwegen auf Frankreich, die Ukraine und Tschechien. Mit fünf Siegen und einem Remis qualifizierte sich Norwegen als Gruppensieger für die WM. Den zweitplatzierten Französinnen gelang in den Playoffs der Gruppenzweiten ebenfalls die Qualifikation durch ein 2:0 und ein 1:1 gegen Dänemark.
In den USA trafen sie im ersten Gruppenspiel wieder auf den Qualifikationsgegner Frankreich und gewannen mit 2:0. Gegen Brasilien folgte dann eine 1:4-Niederlage aber mit einem 7:1 gegen Südkorea wurde als Gruppenzweiter noch das Viertelfinale erreicht. Hier waren wieder mal die USA der Gegner und nach einem 0:1 wurde erstmals nicht das Halbfinale erreicht. In diesem scheiterten die USA dann aber an Deutschland, so dass sie ihren Titel nicht verteidigen konnten. Mit dem Viertelfinalaus hatte Norwegen auch die Qualifikation für das Fußballturnier der Frauen bei den Olympischen Spielen 2004 verpasst an dem neben Gastgeber Griechenland nur die beiden besten europäischen Mannschaften der WM teilnehmen konnten, womit Norwegen keine Chance hatte den Titel als Olympiasieger zu verteidigen.

### WM 2007 in der Volksrepublik China
Vier Jahre später fand dann die WM doch zum zweiten Mal in der Volksrepublik China statt. In der Qualifikation traf Norwegen auf die Ukraine, Italien, Serbien und Griechenland. Mit sieben Siegen und einem Remis setzten sich die Norwegerinnen souverän durch.
Im ersten Spiel der Endrunde trafen sie auf Kanada. Nach zwei hohen Siegen bei vorherigen Endrunden reichte es diesmal nur zu einem 2:1 und im zweiten Spiel gegen Australien gar nur zu einem 1:1. Gegen Ghana folgte dann aber ein 7:2, wobei Ragnhild Gulbrandsen allein drei Tore erzielte. Damit war Norwegen Gruppensieger und traf im Viertelfinale auf Gastgeber China. Mit 1:0 konnten sich die Norwegerinnen für die Halbfinalniederlage acht Jahre zuvor revanchieren und ins Halbfinale einziehen. Hier trafen sie auf Europameister und Titelverteidiger Deutschland und verloren mit 0:3. Deutschland konnte dann auch das Finale gegen Brasilien gewinnen und als erste Mannschaft den WM-Titel verteidigen und ohne Gegentor im Turnier bleiben. Norwegen verlor dagegen auch das Kleine Finale gegen die USA mit 1:4 und damit erstmals bei einer WM drei Spiele. Mit dem Halbfinaleinzug hatte sich Norwegen aber die Qualifikation für das Fußballturnier der Frauen bei den Olympischen Spielen 2008 gesichert, an dem nur die drei besten europäischen Mannschaften der WM teilnehmen konnten.

### WM 2011 in Deutschland
Für die WM in Deutschland qualifizierten sich die Norwegerinnen mit sieben Siegen und einem Remis gegen die Niederlande, Belarus, die Slowakei und Mazedonien. Dabei gelangen Isabell Herlovsen beim 14:0-Sieg über Mazedonien sechs Tore. Mit dem 4:0 am vorletzten Spieltag in der Slowakei qualifizierte sich Norwegen vorzeitig für die Playoffs der Gruppensieger, die diesmal notwendig waren. Mit 1:0 und 2:0 wurde die Ukraine besiegt und die Fahrkarte zur WM gebucht.
In Deutschland wurde Norwegen in eine Gruppe mit WM-Neuling Äquatorialguinea, Vizeweltmeister Brasilien und Australien gelost. Im ersten Spiel gegen den WM-Neuling taten sich die Norwegerinnen lange Zeit schwer und kamen erst in der 84. Minute zum erlösenden 1:0, bei dem es dann auch blieb. Gegen Brasilien folgte dann eine 0:3-Niederlage. Im letzten Spiel gegen Australien ging es dann um den zweiten Platz. Norwegen ging zwar in der 56. Minute mit 1:0 in Führung, musste aber postwendend den Ausgleich hinnehmen. Da die Australierinnen die bessere Tordifferenz hatten, reichte ihnen dieses Remis um ins Viertelfinale einzuziehen, daher drängte Norwegen auf den Siegtreffer, musste aber in der 87. Minute das 1:2 hinnehmen und konnte dieses nicht mehr ausgleichen. Damit schied Norwegen erstmals in der Vorrunde aus und konnte sich damit auch nicht für das Fußballturnier der Frauen bei den Olympischen Spielen 2012 qualifizieren an dem nur die zwei besten europäischen Mannschaften der WM sowie Großbritannien als Gastgeber teilnehmen konnten. Gruppensieger Brasilien und Australien scheiterten aber beide im Viertelfinale.

### WM 2015 in Kanada
In der Qualifikation setzen sich die Norwegerinnen wieder als Sieger durch. In der Gruppe waren die Niederlande, die sich über die Playoffs erstmals für die WM qualifizierten, Belgien, Portugal, Griechenland und erstmals Albanien die Gegner. Nach neun Siegen war Norwegen am 13. September 2014 als dritte europäische Mannschaft für die WM-Endrunde qualifiziert. Das letzte Spiel gegen die Niederlande wurde dann zwar verloren, konnte aber verkraftet werden, da die Niederlande im Heimspiel gegen Belgien nur zu einem 1:1 gekommen war.
Bei der Auslosung der Gruppen waren die Norwegerinnen nicht gesetzt und wurden der Gruppe B mit Europameister Deutschland zugelost, gegen den sie das letzte EM-Finale verloren hatten. Weitere Gruppengegner waren die WM-Neulinge Thailand und die Elfenbeinküste.
In der Gruppe setzte man sich souverän durch und wurde nur wegen der schlechteren Tordifferenz hinter Deutschland Zweiter. Im Achtelfinale verlor Norwegen 1:2 gegen England und schied aus. Damit hatte Norwegen auch die direkte Qualifikation für das Fußballturnier der Frauen bei den Olympischen Spielen 2016 verpasst, hatte aber noch die Chance in Playoffs gegen die drei anderen europäischen Achtelfinalverlierer das dritte europäische Olympiaticket zu erhalten. Nationaltrainer Pellerud trat im August von seinem Posten zurück, da er der Ansicht war, dass die Chance auf eine Qualifikation für die Olympischen Spiele ohne ihn höher sei. Ebendiese verpasste man im März 2016, als es nur zu einem Sieg sowie zwei Niederlagen reichte und man damit nur den enttäuschenden 4. Platz belegte.

### WM 2019 in Frankreich
In der Qualifikation musste die Mannschaft gegen Europameister Niederlande, Irland, die Slowakei und Nordirland antreten. Nach Siegen gegen Nordirland und die Slowakei verloren die Norwegerinnen in den Niederlanden mit 0:1. Danach gewannen sie alle Spiele, so auch am letzten Spieltag das Heimspiel gegen die Niederlande mit 2:1. Damit sprach zwar der direkte Vergleich durch die mehr erzielten Auswärtstore für die Niederländerinnen, da diese aber im November im Heimspiel gegen Irland nur zu einem torlosen Remis gekommen waren, hatten sie – obwohl sie alle anderen Spiele gewannen – am Ende zwei Punkte weniger als die Norwegerinnen, denen damit die direkte Qualifikation gelang.
Gruppengegner in Frankreich waren der Gastgeber sowie Nigeria und Südkorea. Die Norwegerinnen starteten mit einem 3:0 gegen Nigeria, verloren dann mit 1:2 gegen Frankreich und sicherten sich mit einem 2:1-Sieg gegen Südkorea den zweiten Platz. Im Achtelfinale trafen sie auf Australien. Da es nach 120 Minuten 1:1 stand, kam es zum Elfmeterschießen, das die Norwegerinnen mit 4:1 gewannen. Im Viertelfinale gegen England gerieten sie bereits in der dritten Minute in Rückstand und kassierten kurz vor der Pause das zweite Gegentor. In der zweiten Halbzeit konnten sie mehrere Chancen nicht nutzen, kassierten stattdessen noch das dritte Tor. Durch das Ausscheiden konnten sie sich auch nicht für die Olympischen Spiele 2020 qualifizieren.

### WM 2023 in Australien und Neuseeland
Für die Fußball-Weltmeisterschaft der Frauen 2023 müssen sich die Norwegerinnen gegen Belgien, Polen, Albanien, Kosovo und Armenien qualifizieren. Belgien war schon mehrfach Qualifikationsgegner, so in der EM-Qualifikation 1991, 1993, 2005, 2013 und WM-Qualifikation 2015. Zudem trafen beide bei der EM-Vorrunde 2017 aufeinander. Polen war Gegner in der EM-Qualifikation 2009, Albanien in der WM-Qualifikation 2015. Gegen Armenien und das Kosovo wurde erstmals gespielte. Die Norwegerinnen gaben nur beim torlosen Remis in Polen einen Punkt ab, gewannen ansonsten alle Spiele und qualifizierten sich am vorletzten Spieltag durch einen 1:0-Sieg in Belgien für die Endrunde.
Bei der Auslosung am 22. Oktober 2022 wurde Norwegen in die Gruppe mit Neuseeland, das als Gruppenkopf der Gruppe A gesetzt war gelost und bestritt zum dritten Mal das Eröffnungsspiel, diesmal gegen den Co-Gastgeber. Zugelost wurden WM-Neuling Philippinen, gegen den noch nicht gespielt wurde, und die Schweiz. Nach einer 0:1-Niederlage und einem torlosen Remis im zweiten Spiel, wurden die Norwegerinnen durch ein 6:0 gegen die Philippinen noch Gruppenzweite und treffen im Achtelfinale im Ex-Weltmeister-Duell auf Japan, das die Vorrunde mit 11:0 Toren und drei Siegen erstmals ohne Gegentor beendet hatte. Mit einer 1:3-Niederlage verabschiedeten sich die Norwegerinnen aus dem Turnier. Da Schweden bis ins Spiel um Platz 3 kam und dieses gewann, zogen die Schwedinnen in der ewigen WM-Tabelle an Norwegen vorbei auf den dritten Platz. Der punktemäßige Abstand zur zweitplatzierten deutschen und fünftplatzierten brasilianischen Mannschaft blieb aber gleich, da diese nach der Vorrunde ausschieden.

## Spiele
Norwegen bestritt bisher 44 WM-Spiele, nur der viermalige Weltmeister USA (53) und der zweimalige Weltmeister Deutschland sowie Schweden (je 47) haben mehr Spiele bestritten. Davon wurden 25 gewonnen, 14 verloren und fünf endeten remis. Dreimal gingen Spiele in die Verlängerung, da ein Sieger ermittelt werden musste. Eins wurde durch ein Tor in der Verlängerung gewonnen, je eins im Elfmeterschießen gewonnen und verloren.
Norwegen nahm zweimal am Eröffnungsspiel teil: 1991 am ersten Spiel einer WM der Frauen und 2003. Norwegen spielte viermal gegen den Gastgeber: 1991, 2003, 2007 und 2019. Norwegen spielte zweimal gegen den späteren Weltmeister (1991 im Finale und 2007 im Halbfinale) und dreimal gegen den Titelverteidiger. Norwegen spielte am häufigsten (4-mal) gegen die USA (ein Sieg, drei Niederlagen). Sechs Spiele waren die bisher ersten gegen die jeweiligen Gegner.
Norwegen spielte bisher gegen Mannschaften aller sechs Konföderationen und auch gegen die Meister aller Konföderationen (18-mal), am häufigsten (5-mal) gegen den Mittel- und Nordamerikameister.
Die meisten Spiele bestritten Bente Nordby und Hege Riise (je 22). Die meisten Tore (10) erzielte Ann Kristin Aarønes, die auf dem siebten Platz der Liste der besten WM-Torschützinnen liegt.
| Alle WM-Spiele |            |                      |                     |                        |                              | |
| Nr.            | Datum      | Ergebnis             | Gegner              | Austragungsort         | Anlass                       | Bemerkungen |
| 1              | 16.11.1991 | 0:4                  | Volksrepublik China | Guangzhou (CHN)        | Gruppenspiel/Eröffnungsspiel | Erstes WM-Spiel der Frauen, 100. Spiel nach NFF-Zählung |
| 2              | 19.11.1991 | 4:0                  | Neuseeland          | Guangzhou (CHN)        | Gruppenspiel                 | Erstes vom NFF gezähltes Spiel gegen Neuseeland Erstes Spiel gegen einen amtierenden Ozeanienmeister |
| 3              | 21.11.1991 | 2:1                  | Dänemark            | Panyu (CHN)            | Gruppenspiel                 | |
| 4              | 24.11.1991 | 3:2 n. V.            | Italien             | Jiangmen (CHN)         | Viertelfinale                | |
| 5              | 27.11.1991 | 4:1                  | Schweden            | Panyu (CHN)            | Halbfinale                   | |
| 6              | 30.11.1991 | 1:2                  | USA                 | Guangzhou (CHN)        | Finale                       | 100. Spiel nach FIFA-Zählung, 100. Länderspiel von Gunn Nyborg |
| 7              | 06.06.1995 | 8:0                  | Nigeria             | Karlstad (SWE)         | Gruppenspiel                 | Erstes Spiel gegen Nigeria und eine der drei höchsten Niederlagen Nigerias (zudem ein 0:8 gegen Deutschland am 25. November 2010 und ein 0:8 gegen Frankreich am 6. April 2018) Erstes Spiel gegen einen amtierenden Afrikameister |
| 8              | 08.06.1995 | 2:0                  | England             | Karlstad (SWE)         | Gruppenspiel                 | |
| 9              | 10.06.1995 | 7:0                  | Kanada              | Gävle (SWE)            | Gruppenspiel                 | |
| 10             | 13.06.1995 | 3:1                  | Dänemark            | Karlstad (SWE)         | Viertelfinale                | |
| 11             | 15.06.1995 | 1:0                  | USA (TV)            | Västerås (SWE)         | Halbfinale                   | |
| 12             | 18.06.1995 | 2:0                  | Deutschland         | Solna (SWE)            | Finale                       | Erster WM-Titel |
| 13             | 20.06.1999 | 2:1                  | Russland            | Foxborough (USA)       | Gruppenspiel                 | |
| 14             | 23.06.1999 | 7:1                  | Kanada              | Landover (USA)         | Gruppenspiel                 | |
| 15             | 26.06.1999 | 4:0                  | Japan               | Chicago (USA)          | Gruppenspiel                 | |
| 16             | 30.06.1999 | 3:1                  | Schweden            | San José (USA)         | Viertelfinale                | |
| 17             | 04.07.1999 | 0:5                  | Volksrepublik China | Foxborough (USA)       | Halbfinale                   | Bis zum 15. Juni 2021 eine der beiden höchsten Niederlagen |
| 18             | 10.07.1999 | 0:0 n. V., 4:5 i. E. | Brasilien           | Los Angeles (USA)      | Spiel um Platz 3             | |
| 19             | 20.09.2003 | 2:0                  | Frankreich          | Philadelphia (USA)     | Gruppenspiel                 | |
| 20             | 24.09.2003 | 1:4                  | Brasilien           | Washington, D.C. (USA) | Gruppenspiel                 | |
| 21             | 27.09.2003 | 7:1                  | Südkorea            | Foxborough (USA)       | Gruppenspiel                 | Erstes Spiel gegen Südkorea |
| 22             | 01.10.2003 | 0:1                  | USA (TV)            | Foxborough (USA)       | Viertelfinale                | |
| 23             | 12.09.2007 | 2:1                  | Kanada              | Hangzhou (CHN)         | WM-Gruppenspiel              | |
| 24             | 15.09.2007 | 1:1                  | Australien          | Hangzhou (CHN)         | Gruppenspiel                 | |
| 25             | 20.09.2007 | 7:2                  | Ghana               | Hangzhou (CHN)         | Gruppenspiel                 | Bisher einziges Spiel gegen Ghana |
| 26             | 23.09.2007 | 1:0                  | Volksrepublik China | Wuhan (CHN)            | Viertelfinale                | |
| 27             | 26.09.2007 | 0:3                  | Deutschland (TV)    | Tianjin (CHN)          | Halbfinale                   | |
| 28             | 30.09.2007 | 1:4                  | USA                 | Shanghai (CHN)         | Spiel um Platz 3             | |
| 29             | 29.06.2011 | 1:0                  | Äquatorialguinea    | Augsburg (DEU)         | Gruppenspiel                 | Erstes Spiel gegen Äquatorialguinea |
| 30             | 03.07.2011 | 0:3                  | Brasilien           | Wolfsburg (DEU)        | Gruppenspiel                 | |
| 31             | 06.07.2011 | 1:2                  | Australien          | Leverkusen (DEU)       | Gruppenspiel                 | |
| 32             | 07.06.2015 | 4:0                  | Thailand            | Ottawa (CAN)           | Gruppenspiel                 | |
| 33             | 11.06.2015 | 1:1                  | Deutschland         | Ottawa (CAN)           | Gruppenspiel                 | |
| 34             | 13.06.2015 | 3:1                  | Elfenbeinküste      | Moncton (CAN)          | Gruppenspiel                 | Erstes Spiel gegen die Elfenbeinküste |
| 35             | 22.06.2015 | 1:2                  | England             | Ottawa (CAN)           | Achtelfinale                 | |
| 36             | 08.06.2019 | 3:0                  | Nigeria             | Reims (FRA)            | Gruppenspiel                 | |
| 37             | 12.06.2019 | 1:2                  | Frankreich          | Nizza (FRA)            | Gruppenspiel                 | |
| 38             | 17.06.2019 | 2:1                  | Südkorea            | Reims (FRA)            | Gruppenspiel                 | |
| 39             | 22.06.2019 | 1:1 n. V.; 4:1 i. E. | Australien          | Nizza (FRA)            | Achtelfinale                 | |
| 40             | 27.06.2019 | 0:3                  | England             | Le Havre (FRA)         | Viertelfinale                | |
| 41             | 20.07.2023 | 0:1                  | Neuseeland          | Auckland (NZL)         | Eröffnungsspiel              | 1. Sieg bei einer WM für Neuseeland |
| 42             | 25.07.2023 | 0:0                  | Schweiz             | Hamilton (NZL)         | Vorrunde                     | 100. Länderspiel von Caroline Graham Hansen |
| 43             | 30.07.2023 | 6:0                  | Philippinen         | Auckland (NZL)         | Vorrunde                     | Erstes Spiel gegen die Philippinen 100. Länderspiel von Emilie Bosshard Haavi |
| 44             | 05.08.2023 | 1:3                  | Japan               | Wellington (NZL)       | Achtelfinale                 | 100. WM-Tor für Norwegen durch Guro Reiten |

Anmerkung: Fett gedruckte Mannschaften waren zum Zeitpunkt des Spiels Meister ihrer Konföderation.

## Bilanz gegen die anderen Weltmeister bei Weltmeisterschaften
- Deutschland: 3 Spiele – 1 Sieg, 1 Remis, 1 Niederlage – 3:4 Tore
- Japan: 2 Spiele – 1 Sieg, 1 Niederlage – 5:3 Tore
- Spanien: 0 Spiele
- USA: 4 Spiele – 1 Sieg, 3 Niederlagen – 3:7 Tore

Die norwegische Mannschaft erzielte ihre höchsten Siege gegen folgende Länder bei WM-Turnieren:
- Äquatorialguinea 1:0 (2011, Vorrunde) – einziges Spiel gegen Äquatorialguinea
- Elfenbeinküste 3:1 (2015, Vorrunde) – einziges Spiel gegen die Elfenbeinküste
- Ghana 7:2 (2007, Vorrunde) – einziges Spiel gegen Ghana
- Japan 4:0 (1999, Vorrunde) – zudem ein 4:0 im OS-Gruppenspiel 1996
- Neuseeland 4:0 (1991, Vorrunde)
- Nigeria 8:0 (1995, Vorrunde)
- Philippinen 6:0 (2023, Vorrunde)
- Südkorea 7:1 (2003, Vorrunde)
- Thailand 4:0 (2015, Vorrunde) – zudem ein 4:0 beim Women’s FIFA Invitational Tournament 1988

Gegen diese Länder kassierte die norwegische Mannschaft ihre höchsten Niederlagen bei einem WM-Turnier:
- Australien 1:2 (2011, Vorrunde) – zudem ein 3:4 beim Algarve-Cup 2018
- Brasilien 1:4 und 0:3 (2003 und 2011, Vorrunden) – zudem ein 1:4 in einem Freundschaftsspiel
- Volksrepublik China 0:5 (1999 Halbfinale)

## Rekorde

### Spielerinnen
- Die jüngste Teilnehmerin, die Weltmeister wurde: Ingrid Sternhoff, ohne Einsatz mit 18 Jahren und 111 Tagen; Marianne Pettersen (Norwegen) mit 19 Jahren und 186 Tagen, im Finale 1995 eingesetzt.
- 1995 wurde Ann Kristin Aarønes Torschützenkönigin mit 6 Toren
- Marianne Pettersen erzielte am 30. Juni 1999 mit dem 2:0 (Endstand 3:1) gegen Schweden das 300. WM-Tor und Ragnhild Gulbrandsen erzielte beim 7:2 gegen Ghana am 20. September 2007 das 500. Tor bei einer WM der Frauen.[8]

### Mannschaft
- Die längste Siegesserie: 10 Spiele (1995 bis 1999)
- Bis 2023 die längste Serie mit mindestens einem Tor pro Spiel: 1991–1999 - 15 Spiele, dann von England überboten
- Der höchste Sieg bei einem Turnier: 1995 in Schweden – Norwegen gegen Nigeria 8:0 in der Vorrunde
- Meiste Spiele gegen den Gastgeber: Norwegen (4×)
- 1995 konnte Norwegen als erste Mannschaft den Titelverteidiger besiegen: 1:0 im Halbfinale gegen die USA
- 2003 trafen mit Norwegen und den USA im Viertelfinale (0:1) erstmals zwei ehemalige Weltmeister bei einer WM aufeinander.
- Norwegen stand als erste Mannschaft zweimal in Folge (1991, 1995) im Finale (davon 1 gewonnen)
- Norwegen erreichte als erster Gruppenzweiter der Vorrunde das Finale (1991).
- Norwegen wurde 1995 als erste Mannschaft Weltmeister ohne im Finale ein Gegentor zu kassieren (2:0)
- Norwegen, Kanada und Deutschland sind die einzigen Länder, die zweimal (1991 und 2003 bzw. 2007 und 2011) das Eröffnungsspiel bestritten.
- Norwegen war am häufigsten Gegner im ersten WM-Spiel: 1991 für die VR China, 1999 für Russland, 2003 für Frankreich, 2011 für Äquatorialguinea und 2015 für Thailand
- Norwegen spielte als einzige Mannschaft gegen vier afrikanische WM-Teilnehmer (Äquatorialguinea, Elfenbeinküste, Ghana und Nigeria) und gewann alle Spiele. Lediglich gegen Kamerun, das erstmals 2015 teilnahm, und Südafrika, das erstmals 2019 teilnimmt, wurde noch nicht gespielt.

### Trainer(innen)
- Die meisten Teilnahmen als Trainer: 5, Even Pellerud (Norwegen 3× Kanada 2×)
- Die meisten Spiele als Trainer: Even Pellerud (25, Norwegen/16, Kanada/9)
- Die meisten Siege: 16, Even Pellerud (12 mit Norwegen, 4 mit Kanada)
- Die meisten trainierten Länder: 2, Even Pellerud (Norwegen 1991 und 1995; Kanada 2003 und 2007) sowie Marika Domanski Lyfors (Schweden 1999 und 2003 sowie China 2007), John Herdman (Neuseeland 2007 und 2011 sowie Kanada 2015) und Pia Sundhage (USA 2011 und Schweden 2015).
- Even Pellerud ist der erste Trainer, der mit zwei Ländern das Halbfinale erreicht hat. 1991 und 1995 mit Norwegen und anschließendem Titelgewinn gegen Deutschland, 2003 mit Kanada und anschließender Niederlage im Spiel um Platz 3 (1:3) gegen die USA.

### Gegner
- Das erste Eigentor: Terry McCahill (Neuseeland) im Spiel am 19. November 1991 gegen Norwegen.

### Negativrekorde
- Der erste vergebene Elfmeter: Tone Haugen im 1. WM-Spiel am 16. November 1991 gegen China
- Höchste Halbfinalniederlage: 1999 in den USA – Norwegen gegen die Volksrepublik China 0:5
- Die meisten Niederlagen in K.-o.-Spielen: Norwegen und China (je 6, davon je 1 durch Elfmeterschießen)
- Norwegen ist der erste ehemalige Weltmeister, der bei einer WM (2011) in der Vorrunde ausschied.
- Norwegen (1991/0, 1995/3) und Deutschland (1995/1, 2003/0, 2007/2) erhielten die meisten Verwarnungen im Finale
- Norwegen ist die einzige Mannschaft, die in allen möglichen Runden (Vorrunde inkl. Eröffnungsspiel, Achtelfinale, Viertelfinale, Halbfinale, Spiel um Platz 3 und Finale) mindestens ein Spiel verlor.